# Światowe Igrzyska Halowe w Lekkoatletyce 1985 – skok wzwyż mężczyzn
Skok wzwyż mężczyzn – jedna z konkurencji technicznych rozgrywanych podczas halowych światowych igrzysk lekkoatletycznych w hali Accor Arena w Paryżu. Rozegrano od razu finał 18 stycznia 1985. Zwyciężył reprezentant Szwecji Patrik Sjöberg.

## Rezultaty

### Finał
W konkursie wzięło udział 21 skoczków.
Opracowano na podstawie materiału źródłowego.
| Miejsce | Zawodnik           | Wynik | Uwagi |
| ------- | ------------------ | ----- | ----- |
| 1       | Patrik Sjöberg     | 2,32  |       |
| 2       | Javier Sotomayor   | 2,30  |       |
| 3       | Othmane Belfaa     | 2,27  | AR    |
| 4       | Walerij Sereda     | 2,24  |       |
| 5       | Carlo Thränhardt   | 2,24  |       |
| 6       | Ján Zvara          | 2,21  |       |
| 7       | Krzysztof Krawczyk | 2,21  |       |
| 8       | Gerd Nagel         | 2,21  |       |
| 9       | Alain Metellus     | 2,21  |       |
| 10      | Luca Toso          | 2,21  |       |
| 11      | Cai Shu            | 2,18  |       |
| 12      | Takao Sakamoto     | 2,18  |       |
| 13      | Paolo Borghi       | 2,15  |       |
| 14      | Atsushi Inaoka     | 2,10  |       |
| 14      | Dimitrios Katis    | 2,10  |       |
| 16      | Abdulla Al-Sheib   | 2,05  | NR    |
| 17      | Michael Minudis    | 2,05  |       |
| 18      | Nalluswamy Annavi  | 2,05  | NR    |
| 19      | Ezequiel Ortiz     | 2,05  | NR    |
| 20      | Mohamed Aghlal     | 2,00  | NR    |
| –       | Tang Al-Farmain    | NM    |       |